# Подосова
Подосова (пол. Podosowa) — село в Польщі, у гміні Ґура-Кальварія Пясечинського повіту Мазовецького воєводства.
Населення — 63 особи (2011).
У 1975-1998 роках село належало до Варшавського воєводства.

## Демографія
Демографічна структура станом на 31 березня 2011 року:
|          | Загалом | Допрацездатний вік | Працездатний вік | Постпрацездатний вік |
| -------- | ------- | ------------------ | ---------------- | -------------------- |
| Чоловіки | 28      | 4                  | 18               | 6                    |
| Жінки    | 35      | 4                  | 16               | 15                   |
| Разом    | 63      | 8                  | 34               | 21                   |